# NTTワールドエンジニアリングマリン
エヌ・ティ・ティ・ワールドエンジニアリングマリン株式会社（NTTワールドエンジニアリングマリン）は、NTTドコモビジネスの子会社である。

## 概要
国際電話等の通信ケーブル・電力ケーブルの海底ケーブルの敷設同時埋設を中心の業務を行っている。その他に衛星を使った海洋ブロードバンドサービス、海洋深層水の採取なども行っている。本社のほかに、長崎県長崎市に長崎事務所が、フィリピンのマニラにマニラ支店がある。
保有している海底ケーブル敷設船には、災害時に被災地への緊急車両・通信機材の搬入や災害対策本部機能、臨時基地局の設置、臨時海底ケーブルの敷設を行うことができる設備を備えているものもある。2018年には実際に、台風対策で工事用車両を運んだり、北海道胆振東部地震による大停電の際にNTTグループ施設用に非常用自家発電機やその燃料を運んだ。2020年9月には、同じように災害対策機能を備えた海底ケーブル敷設船を保有する国際ケーブル・シップの親会社であるKDDIと、NTTワールドエンジニアリングマリンの親会社であるNTTが、大規模災害時に保有する船舶を相互利用する協定を締結した。

## 保有船舶
- VEGA
  - 1984年竣工。1,706総トン、全長74.25m、幅12.50m、航海速力13.5ノット[6]。
  - 定員50名、ケーブルタンク容量169立方メートル。三菱重工業下関造船所建造。
  - 1998年まで「光洋丸」として運用。フィリピン船籍、東南アジア諸国の海底ケーブル保守に使用。
- すばる（SUBARU）
  - 1999年2月竣工。9,557総トン、全長123.33m、幅21m、航海速力13.2ノット[6]。
  - 定員80名、ケーブルタンク容量2,770立方メートル。三菱重工業下関造船所建造。
  - マニラを母港に、主に海外のケーブル保守に使用。
- おりおん
  - 2013年10月竣工。298総トン、全長54.95m、幅9.50m、航海速力12ノット[6]。
  - 浅海部における建設や保守に使用。
  - 株式会社コクサイエンジニアリング所有船[7]
- きずな
  - 2017年3月竣工。8,500総トン、全長109m、幅20m、航海速力13ノット[6]。
  - 定員60名、ケーブルタンク容量1,652立方メートル。神例造船建造。
  - 長崎を母港に、主に日本国内のケーブル保守に使用。

### 過去の保有船舶
- 黒潮丸
  - 1975年竣工。5,656総トン、全長119.28m、幅16.28m、最大速力17.8ノット。
  - 2002年引退。三菱重工業下関造船所建造。
- 瀬戸内丸
  - 1979年竣工。818総トン、全長64.8m、幅11.3m、最大速力12.4ノット。
  - 瀬戸内海のケーブル保守に使用。1999年引退。三菱重工業下関造船所建造。

## 海底線史料館
長崎事務所敷地内にある海底ケーブルの資料館。
建物は明治29年に陸軍省臨時台湾電信建設部が敷設船へケーブルを移動するための電源舎として建設したもので、赤煉瓦造りの洋風建築である。昭和43年に撤去する予定であったが、ちょうど明治100年にあたる年だったこともあり、貴重な洋風建築を残してほしいと長崎県教育委員会からの要望を受けて現状保存となり、1979年から建物を活用するため海底ケーブルの資料館としてオープンした。2008年には「情報伝達の質・量を飛躍的に拡大させ社会変革をもたらした電気通信技術の歩みを物語る近代化産業遺産群」の一つとして近代化産業遺産に認定された。
展示品は過去の保有船の模型、海底ケーブルの見本、海底ケーブル移動装置などの他、乗組員の制服も展示されている。
事業所内にあるため開館は平日の9時-15時で要予約、土日休日は休館している。